# 高景一号03星
高景一号03星是中华人民共和国的一颗人造卫星。于2018年1月9日11时24分成功发射进入预定轨道。

## 简介
高景一号03星是一颗商业遥感卫星，最大分辨率可以达到0.5米级。为全球用户提供遥感数据服务和应用系统解决方案，以及针对国土资源调查、测绘、环境监测、金融保险和互联网行业的增值服务。